# Banksia serrata
Banksia serrata és una espècie d'angiosperma de la família de les proteàcies (Proteaceae). És un arbust o arbre endèmic d'Austràlia, es troba des de Queensland a Victoria amb poblacions a Tasmània i Flinders Island. Arriba a fer 15 m d'alt. Les flors es tornen grises i quan maduren presenten fol·licles. És una de les quatre espècies de Banksia recollides pel botànic Sir Joseph Banks el 1770.